# Kathedrale von Padua

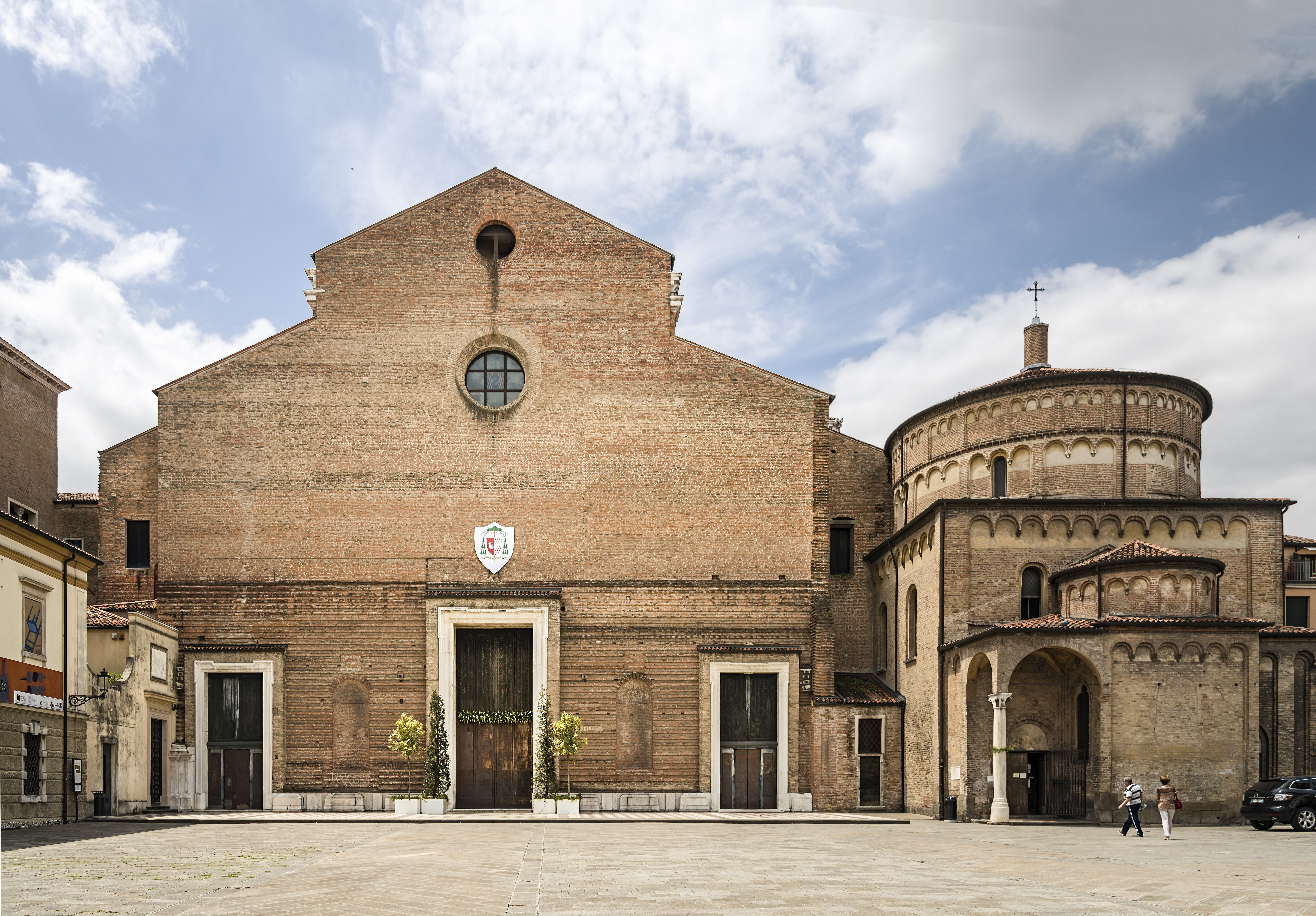
Kathedrale von Padua, Portalfassade und Baptisterium

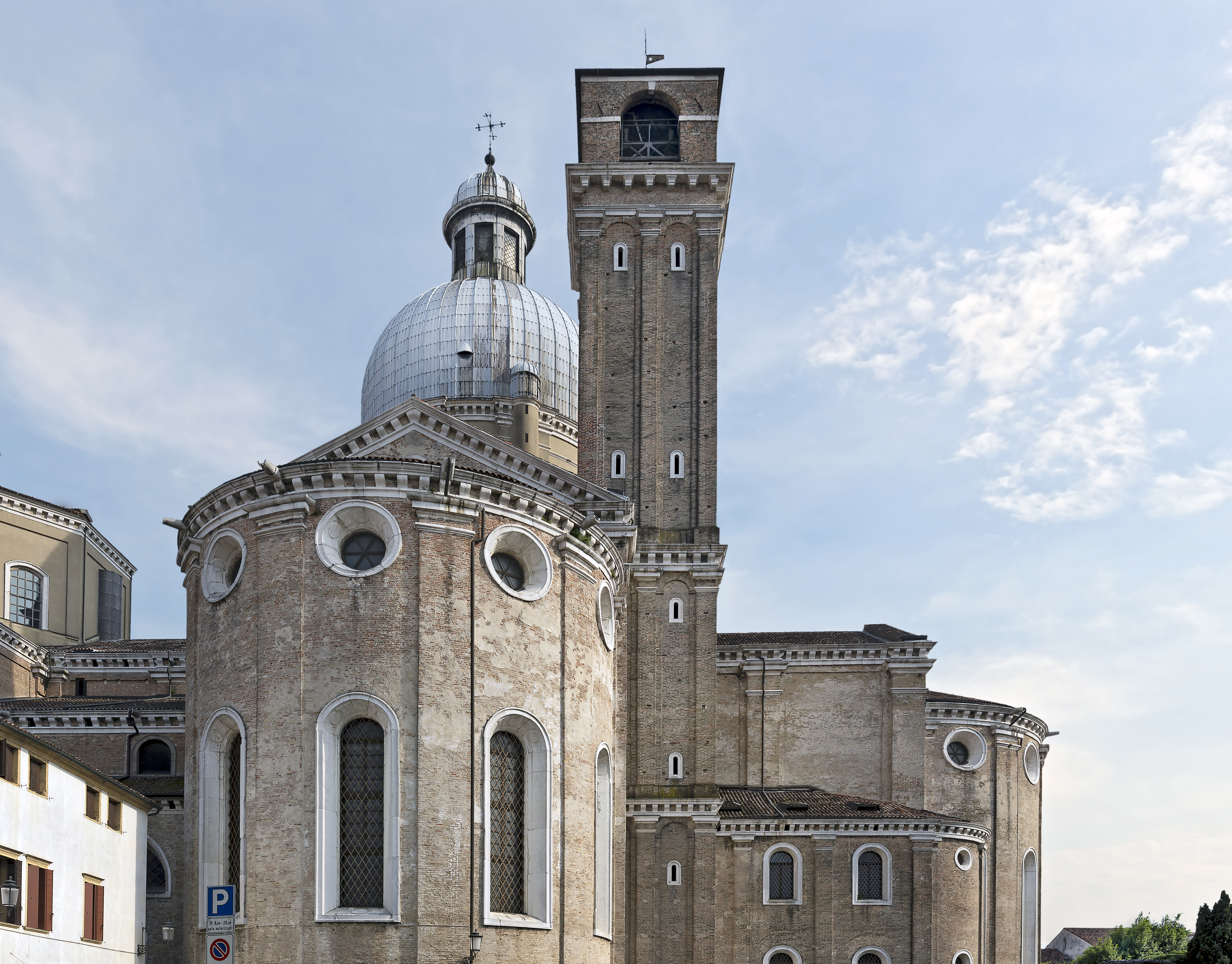
Vierungskuppel und Campanile

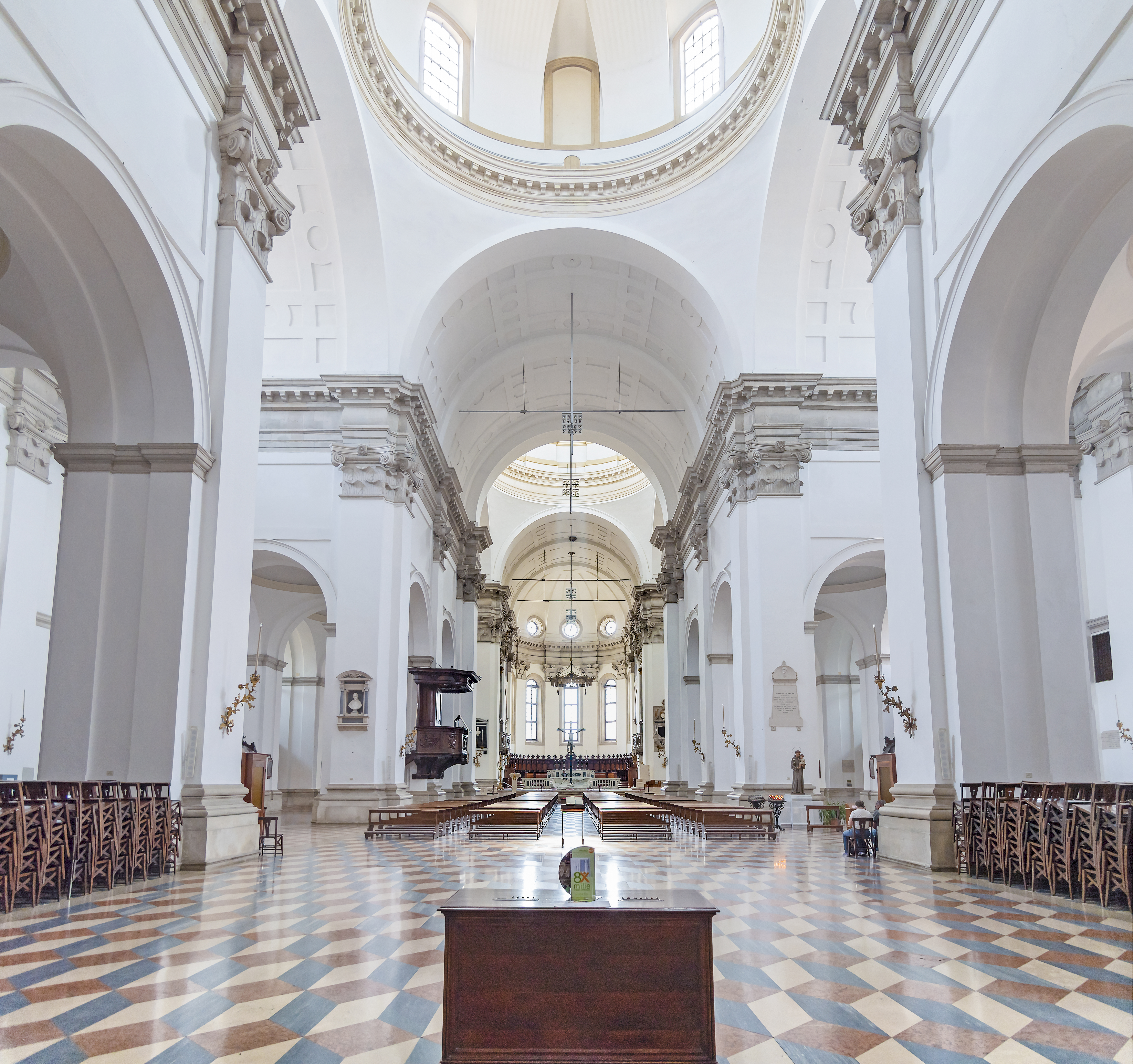
Innenansicht

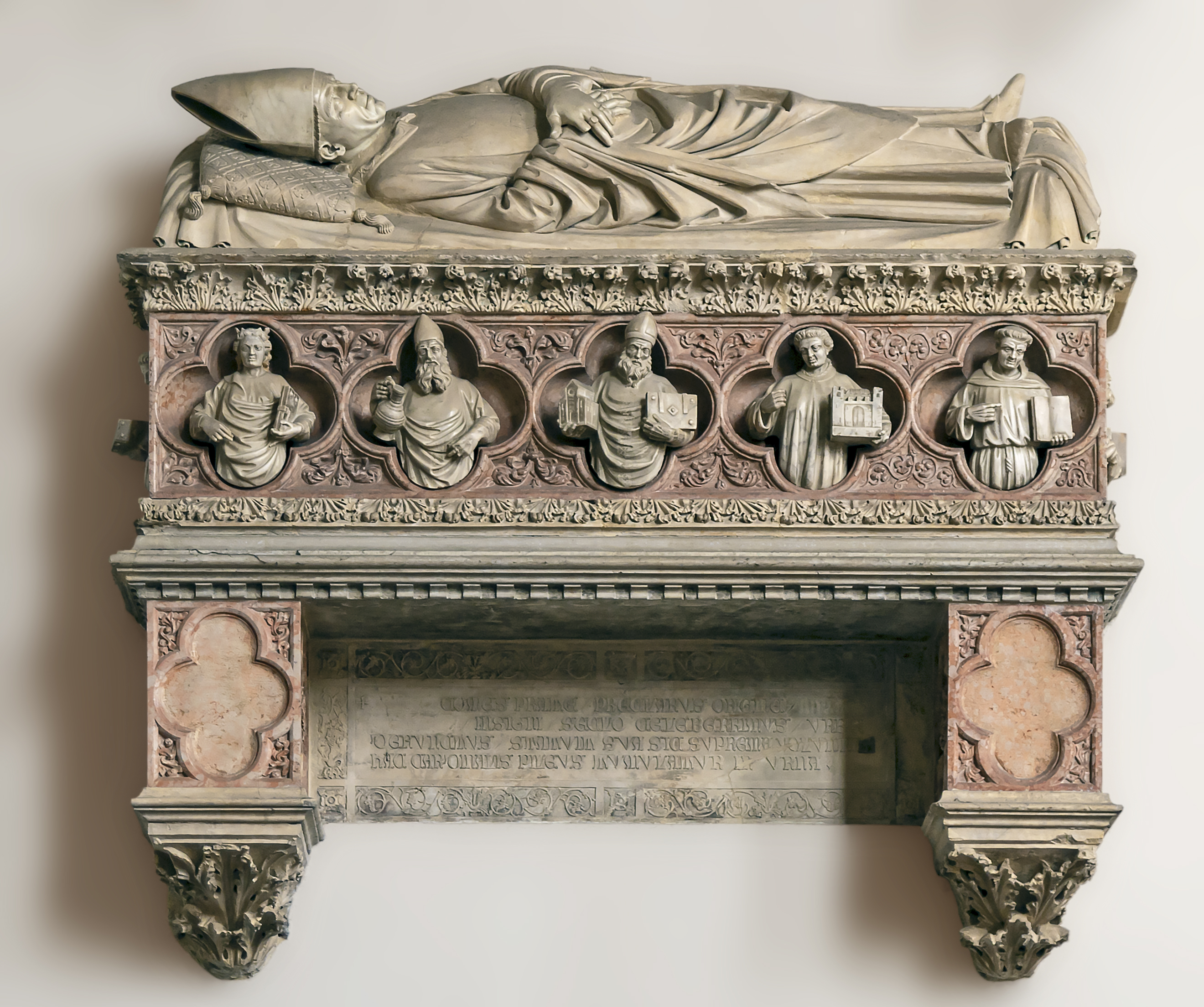
Grab des Kardinals Pietro Pileo di Prata

Die Kathedrale von Padua (Basilica cattedrale di Santa Maria Assunta – „Kathedral-Basilika Mariä Himmelfahrt“) in Padua ist die Bischofskirche des römisch-katholischen Bistums Padua.

## Geschichte
Das Bistum Padua leitet sich von frühchristlichen Anfängen her. Die Überlieferung nennt den Apostelschüler Prosdocimus († um 100) als Gründer und ersten Bischof. Reste einer altkirchlichen Kathedrale sowie frühmittelalterlicher Folgebauten sollen sich unter dem heutigen Domvorplatz befinden.
1075 weihte Bischof Uldericus einen neuen, repräsentativen Dom, der jedoch beim Erdbeben von 1117 zerstört und bis 1180 durch eine romanische Kathedrale ersetzt wurde. Deren Lage und Grundriss, einschließlich der ungewöhnlichen Westausrichtung, entsprachen bereits dem heutigen Bau.
Das romanische Baptisterium an der Nordostecke des Doms war 1281 vollendet, die Ausmalung von Giusto de’ Menabuoi 1378.
Die Entstehung der heutigen Kathedrale begann 1522 mit der Grundsteinlegung für einen neuen Chor nach dem Vorbild von St. Peter in Rom. Der erste Bauplan stammte von Jacopo Sansovino. Nach einem Wettbewerb 1551 entschied sich das Domkapitel für einen Entwurf Michelangelos, der bis 1582 mit einigen Veränderungen realisiert wurde.
Ab 1635 wurden auch die anderen Teile der alten Kathedrale – rechter und linker Querhausarm und Langhaus – nach und nach abgerissen und im Stil der Zeit ersetzt. 1754 wurden die Arbeiten eingestellt, obwohl die Pläne von Girolamo Frigimelica († 1732), der zuletzt die Bauleitung hatte, nicht vollständig ausgeführt waren; insbesondere die Fassade blieb unvollendet.

## Architektur
Die Kathedrale in den Formen der Renaissance und des Barock ist eine dreischiffige Basilika auf dem Grundriss eines lateinischen Kreuzes. Der Chor und die Querhausarme schließen mit Rundapsiden. Über der Vierung steht eine laternenbekrönte Kuppel mit schlankem rundem Tambour. Ein niedrigeres Oktogon erhebt sich über dem dritten Langhausjoch, flankiert von zwei mittelschiffhohen Kapellen, sodass sich scheinbar eine zweite, kleinere Vierung ergibt.
Der tonnengewölbte, durch Klarglasfenster lichtdurchflutete Innenraum ist hell verputzt und mit Bögen, Pfeilern, Kapitellen und dunkel abgesetzten Gebälken sparsam gegliedert.

## Ausstattung

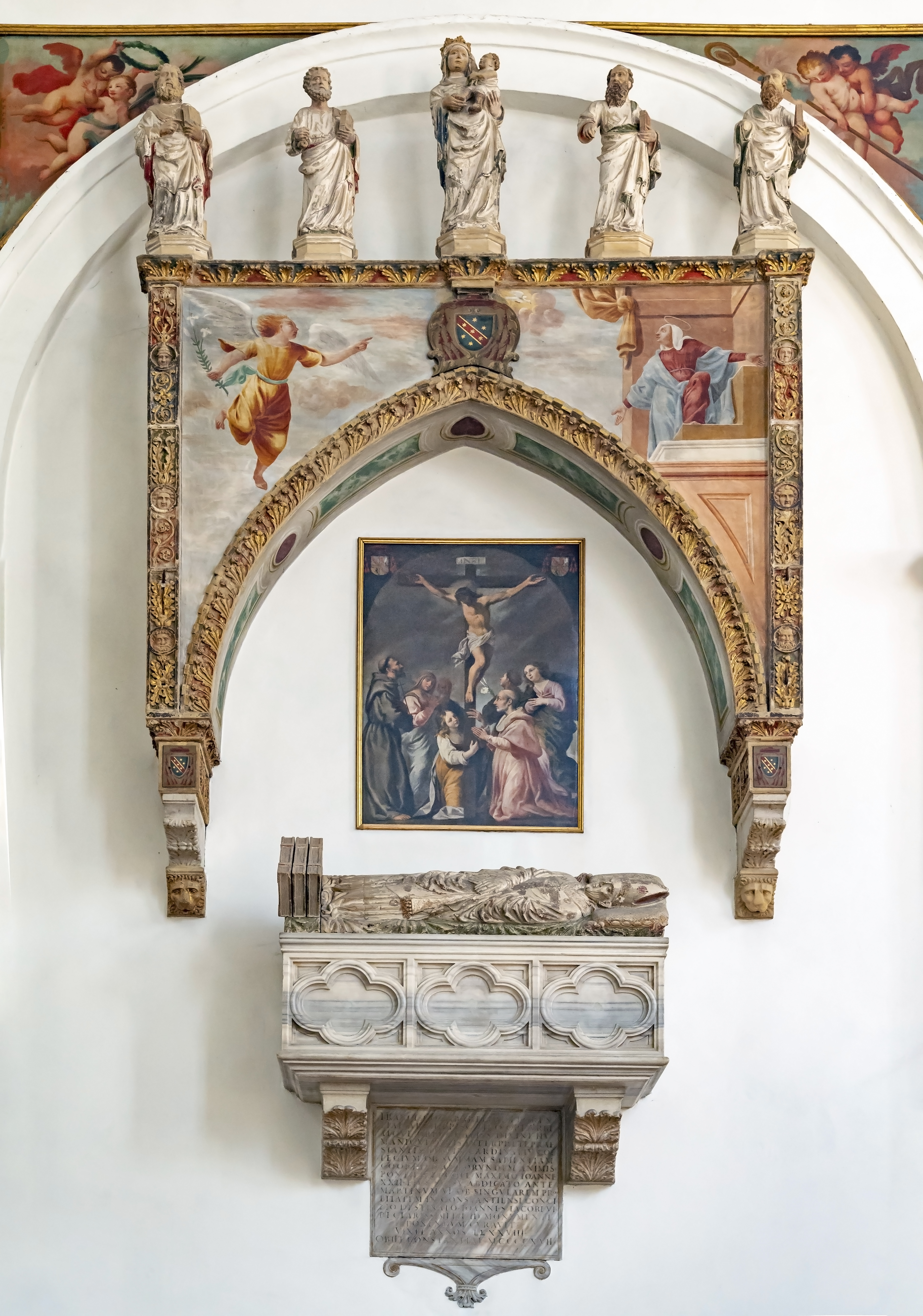
Grab des Kardinals Francesco Zabarella

In der ersten Kapelle links, der Kapelle der Madonna der Blinden, befindet sich eine Muttergottes mit Kind von Stefano dall’Arzere. Für den zweiten Altar schuf Pietro Damini ein Bild des heiligen Hieronymus und des Stifters Girolamo Selvatico, für die dritte Kapelle eine Darstellung des gekreuzigten Christus mit den Heiligen Maria Magdalena und Katharina.
Am Seitenportal steht das Kenotaph Francesco Petrarcas von Rinaldo Rinaldi (bestattet wurde Petrarca, der Domherr der Kathedrale war, in Arquà Petrarca). In der Sakristei der Domherren sind die bedeutendsten der zahlreichen Kunstwerke eine Madonna von Giusto de’ Menabuoi und zwei Gemälde von Giandomenico Tiepolo (der hl. Philipp Neri und der hl. Hieronymus Ämiliani) sowie eine Kreuzabnahme von Jacopo da Montagnana.
In der Kathedrale befindet sich u. a. das künstlerisch wertvolle Grabmal des früheren Ortsbischofs und späteren päpstlichen Legaten bzw. Nuntius in Deutschland, Kardinal Pietro Pileo di Prata († 1401).
Der Chorraum wurde 1997 neu gestaltet, u. a. mit Statuen des zeitgenössischen toskanischen Bildhauers Giuliano Vangi.
Die Krypta enthält einen Altar mit Reliefs von Tiziano Aspetti und eine alte Marienikone im Giottostil.

### Orgel
Die große Orgel wurde 1958 von der Orgelbaufirma Tamburini erbaut. Zu Beginn des 21. Jahrhunderts wurde das Instrument von der Orgelbaufirma Zanin reorganisiert, wobei einzelne Orgelwerke aus dem historischen Orgelgehäuse ausgegliedert und in neuen Gehäusen im Kirchenraum aufgestellt wurden. Das Instrument hat heute 72 klingende Register auf vier Manualwerken und Pedal. Es lässt sich von einem viermanualigen Spieltisch aus anspielen. Die Trakturen sind elektrisch.
| I Positivo |                |       |
| 1.         | Diapason       | 8′    |
| 2.         | Flauto Coperto | 8′    |
| 3.         | Ottava         | 4′    |
| 4.         | Flauto Coperto | 4′    |
| 5.         | Doublette      | 2′    |
| 6.         | Quinta         | 1 ⁄3′ |
| 7.         | Piccolo        | 1′    |
| 8.         | Mistura IV     |       |
| 9.         | Cornetto       | 4′    |
| 10.        | Duodecima      | 2 ⁄3′ |
| 11.        | Cornetto V     |       |
| 12.        | Clarinetto     | 16′   |
| 13.        | Voci Corali    | 16′   |
| 14.        | Clarinetto     | 8′    |
|            | Tremolo        |       |

| II Grand'Organo |                 |        |
| 15.             | Principale      | 16′    |
| 16.             | Principale      | 8′     |
| 17.             | Flauto Maggiore | 8′     |
| 18.             | Quinta          | 5 1⁄3′ |
| 19.             | Prestante       | 4′     |
| 20.             | Duodecima       | 2 ⁄3′  |
| 21.             | Ottava          | 2′     |
| 22.             | Gran ripieno IV |        |
| 23.             | Ripieno II      |        |
| 24.             | Tromba          | 16′    |
| 25.             | Tromba          | 8′     |
|                 | Tremolo         |        |

| III Espressivo |                   |       |
| 26.            | Controgamba       | 16′   |
| 27.            | Viola             | 8′    |
| 28.            | Voce celeste      | 8′    |
| 29.            | Corno di Notte    | 8′    |
| 30.            | Flauto ottaviante | 4′    |
| 31.            | Ottava            | 4′    |
| 32.            | Piccolo           | 1′    |
| 33.            | Principale        | 8′    |
| 34.            | Ottava            | 4′    |
| 35.            | Sesquialtera II   |       |
| 36.            | Larigot           | 1 ⁄3′ |
| 37.            | Bitonus II        |       |
| 38.            | Plein Jeu V       |       |
| 39.            | Fagotto           | 16′   |
| 40.            | Tromba            | 8′    |
| 41.            | Oboe              | 8′    |
| 42.            | Voci corali       | 8′    |
| 43.            | Clarone           | 4′    |
|                | Tremolo           |       |

| IV Solo |                 |        |
| 44.     | Violoncello     | 16′    |
| 45.     | Flauto Doppio   | 8′     |
| 46.     | Violoncello     | 8′     |
| 47.     | Ottava Diapason | 4′     |
| 48.     | Flauto Doppio   | 4′     |
| 49.     | Terza           | 3 1⁄5′ |
| 50.     | Settima         | 2 ⁄7′  |
| 51.     | Fiffaro         | 2′     |
| 52.     | Nona            | 1 7⁄9′ |
| 53.     | Piccolo         | 1′     |
| 54.     | Tromba Corno    | 16′    |
| 55.     | Tromba Corno    | 8′     |
| 56.     | Tremolo         |        |

| Pedale |               |         |
| 57.    | Violone       | 32′     |
| 58.    | Contrabbasso  | 16′     |
| 59.    | Flauto Basso  | 16′     |
| 60.    | Subbasso      | 16′     |
| 61.    | Quinta        | 10 2⁄3′ |
| 62.    | Basso         | 8′      |
| 63.    | Principale    | 8′      |
| 64.    | Bordone       | 8′      |
| 65.    | Tiorba        | II      |
| 66.    | Flauto Tenore | 4′      |
| 67.    | Flautino      | 2′      |
| 68.    | Controfagotto | 32′     |
| 69.    | Bombarda      | 16′     |
| 70.    | Clarinetto    | 16′     |
| 71.    | Trombone      | 8′      |
| 72.    | Clarone       | 4′      |